# Amtsgericht Plettenberg

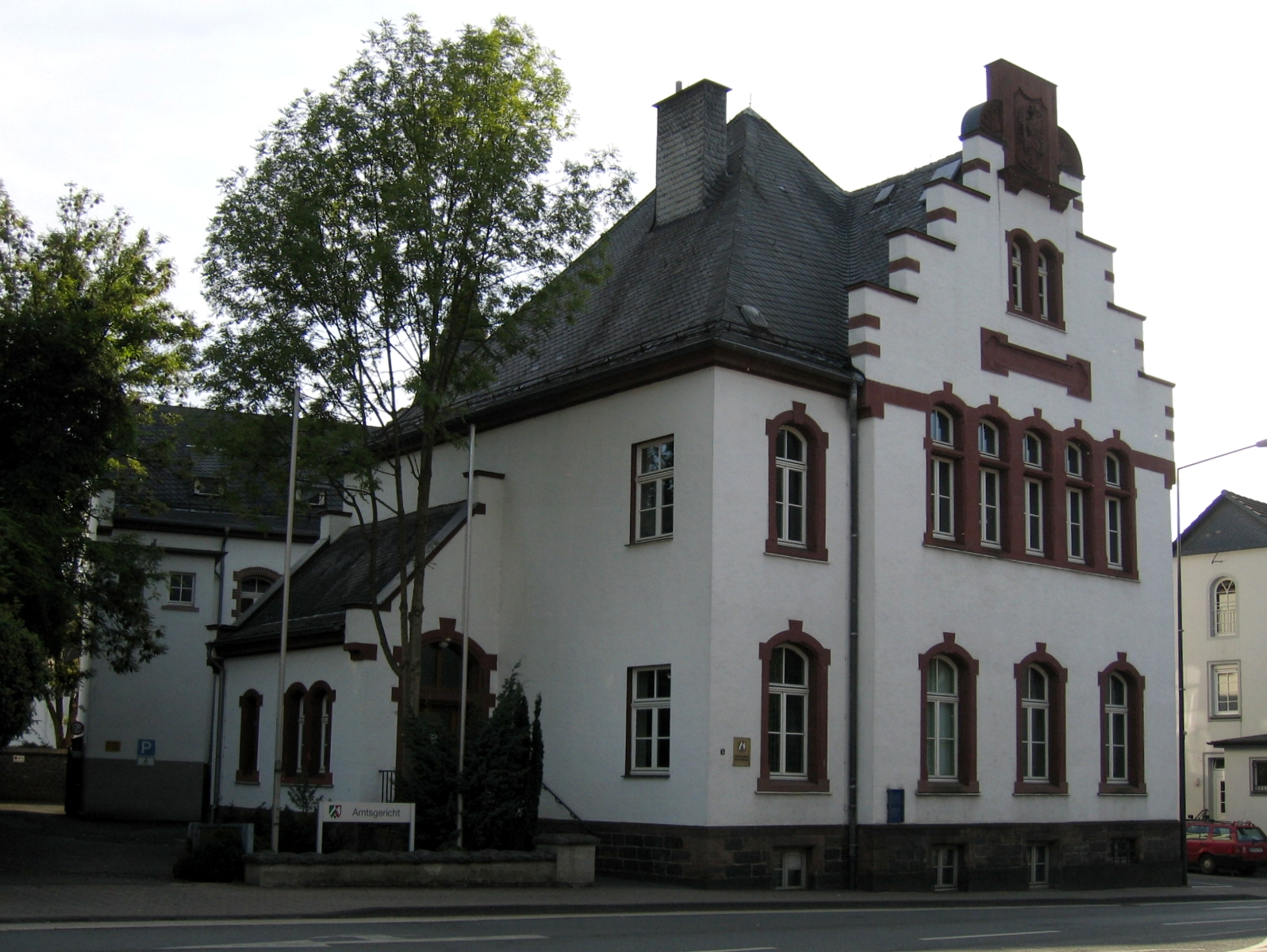
Amtsgericht Plettenberg

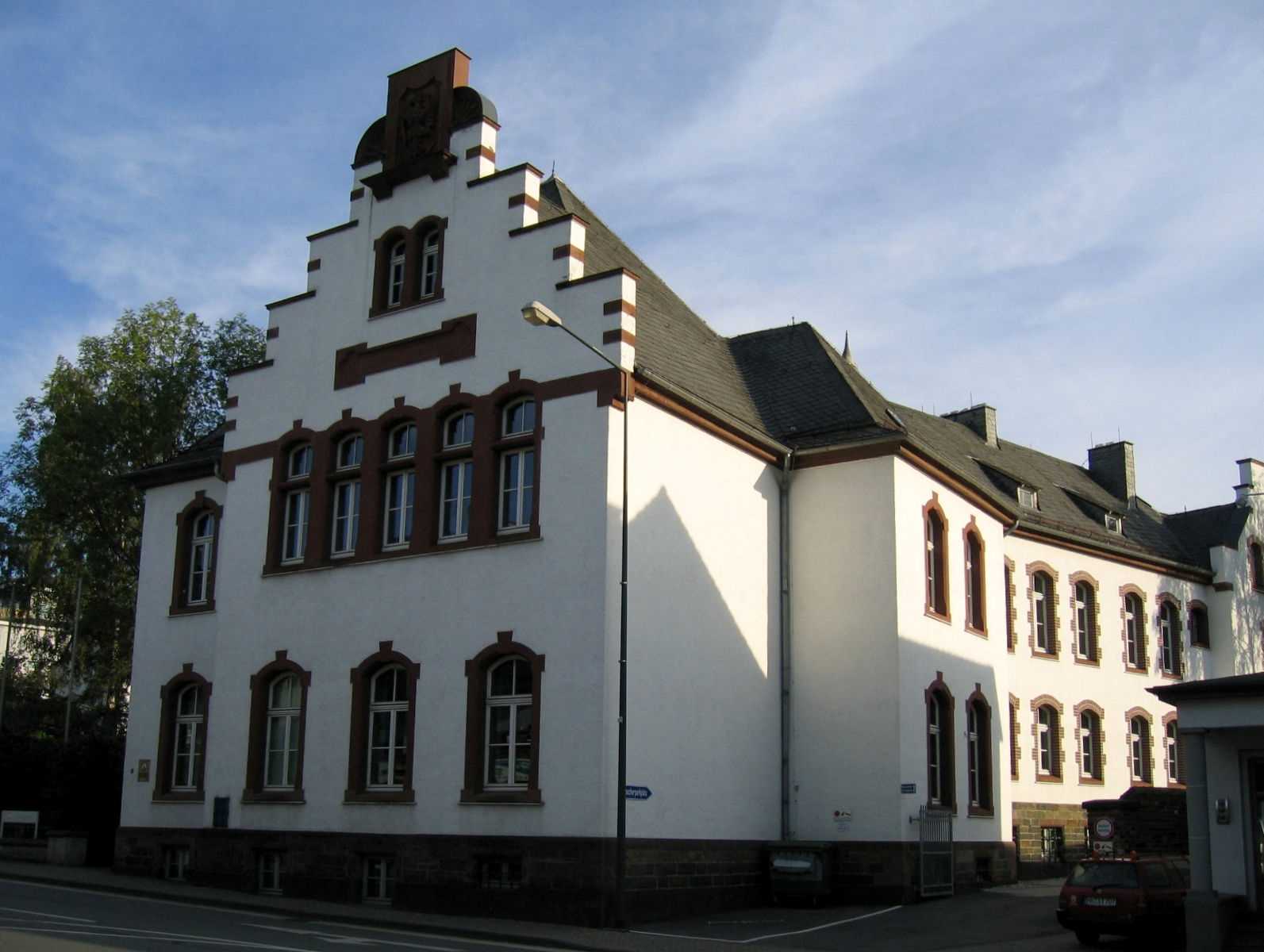
Amtsgericht Plettenberg

Das Amtsgericht Plettenberg ist ein Gericht der ordentlichen Gerichtsbarkeit. Im Bezirk des Landgerichts Hagen ist es eines von neun Amtsgerichten.

## Gerichtssitz und -bezirk
Sitz des Gerichts ist Plettenberg im Märkischen Kreis, Nordrhein-Westfalen. Der Gerichtsbezirk umfasst die Stadt Plettenberg und die Gemeinde Herscheid. In diesem 155 km² großen Gebiet wohnen 32.700 Menschen.
Das Handels- und Genossenschaftsregister für den Bezirk des Amtsgerichts Plettenberg wird beim Amtsgericht Iserlohn geführt. Für Mahn- und Insolvenzverfahren ist das Amtsgericht Hagen zuständig. Die Aufgaben des Landwirtschaftsgerichts sind dem Amtsgericht Lüdenscheid zugewiesen.

## Gebäude

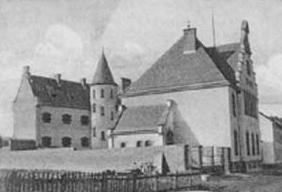
Gerichtsgebäude (um 1903)

Das Gericht war bis 1900 in Räumen des Rathauses untergebracht. Das damals bezogene Gerichtsgebäude An der Lohmühle 5 wurde Stil des Historismus erbaut und steht heute unter Denkmalschutz.

## Geschichte
1397 wurde ein Gericht zu Plettenberg erstmals urkundlich erwähnt. 1714 gehörten zu dem Königlichen Amtsgericht neun Bauerschaften. 1820 wurde das Land- und Stadtgericht Plettenberg mit dem Land- und Stadtgericht Altena vereinigt. Schon 1822 wurden aber die Gerichtsakten von Plettenberger Bürgern wieder aus Altena zurückgeholt. Von 1849 bis 1879 bestand die Gerichtskommission Plettenberg des Kreisgerichtes Lüdenscheid.
Das königlich preußische Amtsgericht Plettenberg wurde mit Wirkung zum 1. Oktober 1879 als eines von 12 Amtsgerichten im Bezirk des Landgerichtes Hagen im Bezirk des Oberlandesgerichtes Hamm gebildet. Der Sitz des Gerichtes war Plettenberg. Sein Gerichtsbezirk umfasste den Stadtbezirk Plettenberg, die Ämter Herscheid und Plettenberg sowie den Gemeindebezirk Ohle aus dem Amt Neuenrade.
Am Gericht bestand 1888 eine Richterstelle. Das Amtsgericht war damit ein kleines Amtsgericht im Landgerichtsbezirk.

## Übergeordnete Gerichte
Das Landgericht Hagen ist dem Amtsgericht Plettenberg unmittelbar übergeordnet. Zuständiges Oberlandesgericht ist das Oberlandesgericht Hamm.